# Rheinische Fachhochschule Neuss

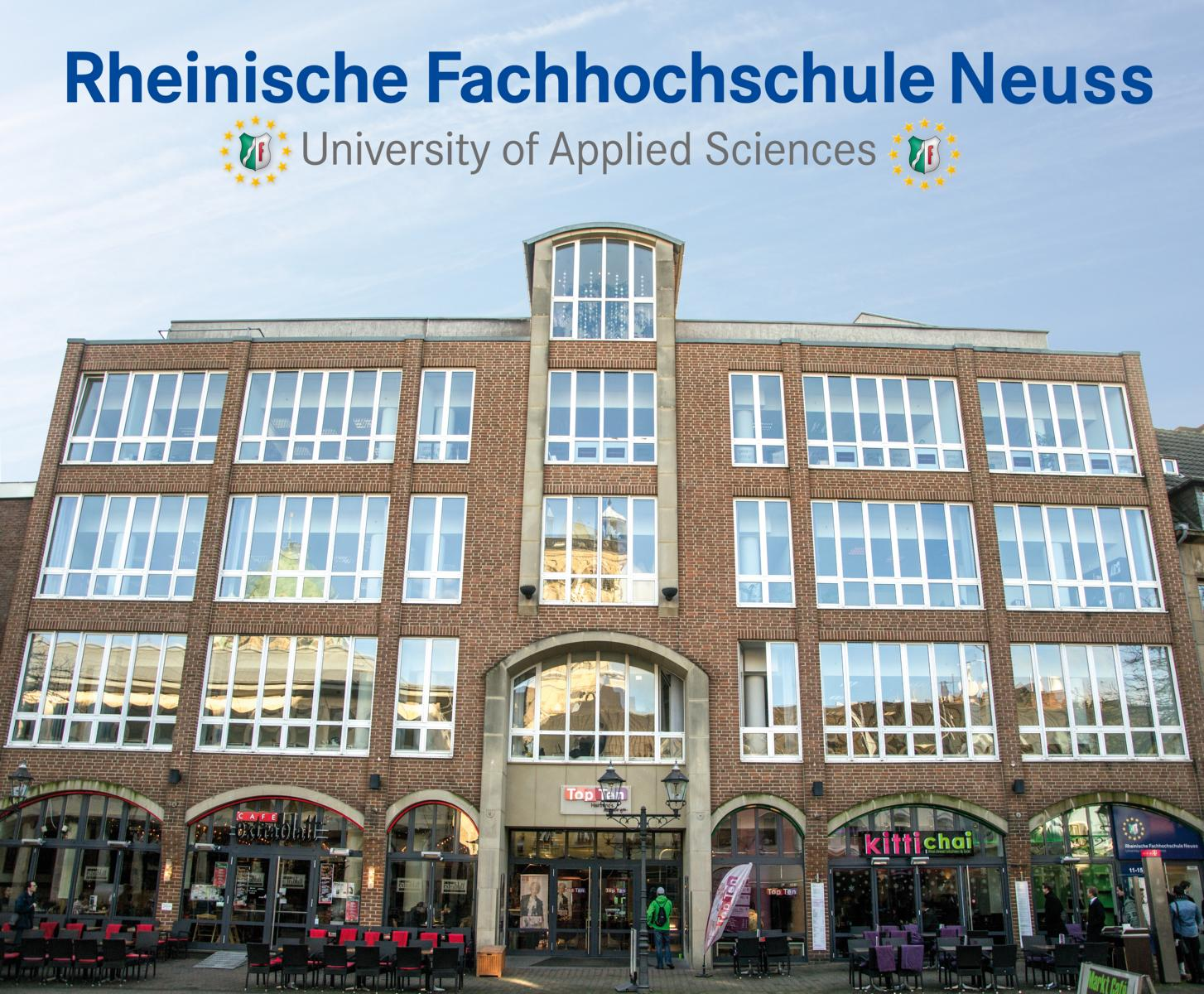
Das Gebäude der RFH Neuss am Markt

Die Rheinische Fachhochschule Neuss ist eine private Hochschule in Neuss. Sie wurde 2009 als Hochschule Neuss für Internationale Wirtschaft auf Initiative der Stadt Neuss, der IHK Mittlerer Niederrhein und der Neuss-Düsseldorfer Häfen gegründet, die sich die Errichtung einer auf einzelne Fachbereiche spezialisierten Bildungseinrichtung in der Region wünschten.
Im März 2015 stellte die Hochschule Antrag auf Eröffnung eines Insolvenzverfahrens wegen Zahlungsunfähigkeit. Die Rheinische Fachhochschule Köln hat zum 20. Juni 2015 ihre Übernahme bekanntgegeben. Am 20. Juni 2015 wurde die Hochschule in Rheinische Fachhochschule Neuss umbenannt.

## Studium
Das Studienmodell der RFH Neuss setzt auf die Integration von akademischer und praktischer Ausbildung. Diese basiert auf einem Konzept, das realitätsbezogen auf Unternehmensprozesse eingeht, diese simuliert und eigenständiges Arbeiten in kleinen Seminargruppen von maximal 30 Studierenden fördert. Die Rheinische Fachhochschule Neuss arbeitet mit einem Netz namhafter Unternehmen zusammen, bei denen ihre Studierenden die Praxisphasen absolvieren. Je nach Unternehmen wird entweder eine IHK-Ausbildung in verschiedenen kaufmännischen Berufen oder ein Langzeitpraktikum angeboten.
Die Fachhochschule bietet monatliche Infotage oder Schnupperstudientage für Studieninteressierte an.

### Zeitmodelle
- Das 3+2-Zeitmodell sieht über sechs Semester hinweg, drei Präsenztage an der Fachhochschule und zwei Arbeitstage im Partnerunternehmen vor. Dieses Schema ändert sich quartalsweise.
- 3+3-Modell: Im Rhythmus von jeweils drei Monaten wechseln sich die Vorlesungsphasen in der Fachhochschule mit den Praxisphasen im Unternehmen ab (Blockmodell).

### Studiengänge
Zu den angebotenen Studiengängen der Rheinischen Fachhochschule Köln – Standort Neuss gehören derzeit duale und berufsbegleitende Bachelor- sowie Master-Studiengänge im Wirtschafts-, Logistik-, Ingenieurwissenschafts- und Marketingbereich:
Bachelor-Studiengänge (dual)
- Logistik & Supply Chain Management (B.Sc.)
- Marketing & Communications Management (B.Sc.)
- Wirtschaftsingenieurwesen (B.Eng)
- Betriebswirtschaftslehre (B.A.)

Bachelor-Studiengänge (berufsbegleitend)
- Logistik & Supply Chain Management (B.Sc.)

Masterstudiengänge (dual)
- Digital Transformation Management (M.A.)

Das Angebot der dualen Masterstudiengänge richtet sich an berufstätige Personen, welche sich akademisch weiterentwickeln möchten. Durch die Zertifikatsform können auch Personen ohne Bachelorabschluss für die Zertifikatsabschlüsse zugelassen werden.